# Ruch Narodowo-Radykalny

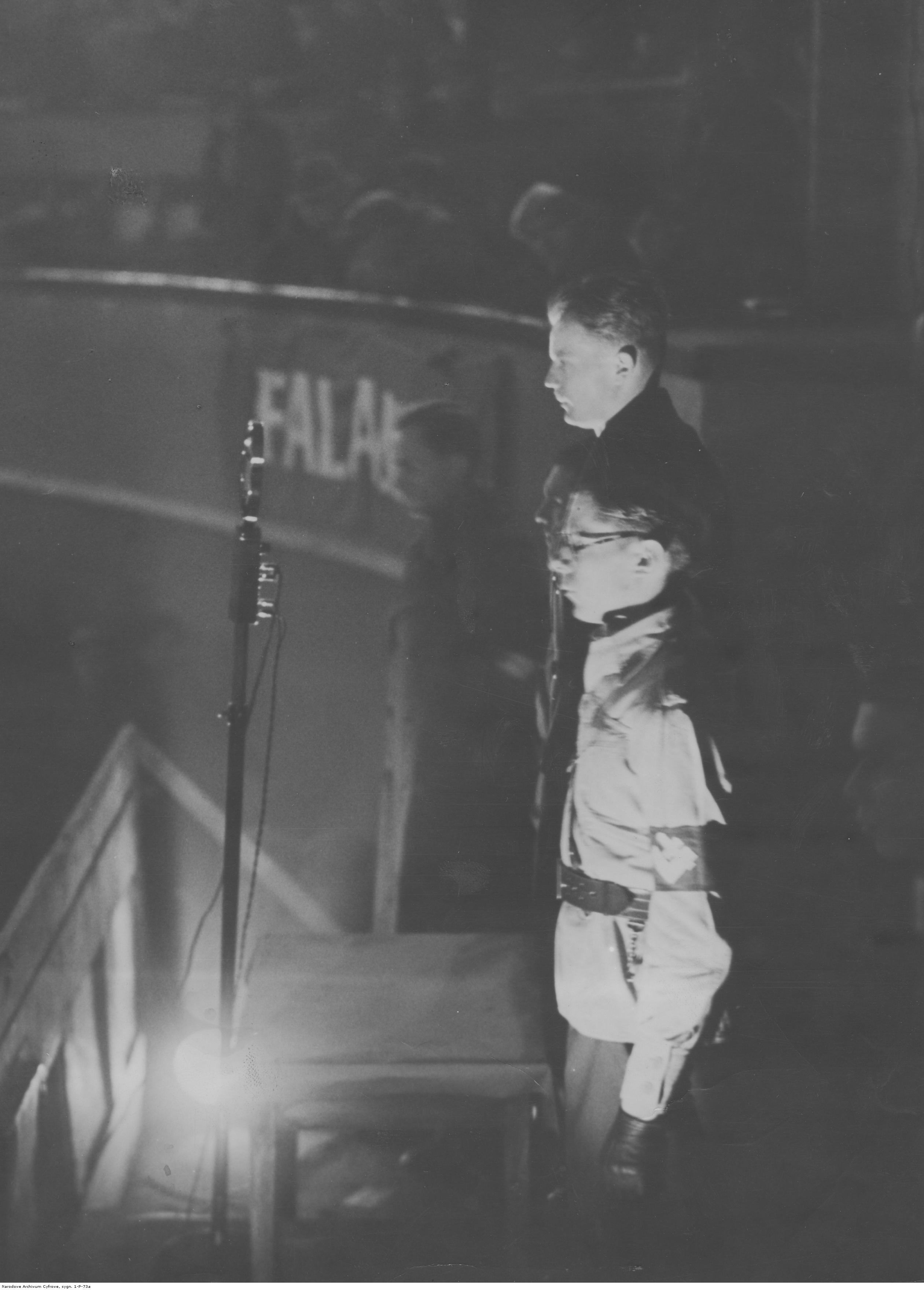
Przemówienie przywódcy RNR Falanga – Bolesława Piaseckiego (11 listopada 1937); na pierwszym planie widoczny również członek Falangi z naszywką na mundurze przedstawiającą flagę organizacji

Ruch Narodowo-Radykalny Falanga, Falanga, pot. ONR Falanga – polska nielegalna formacja polityczna w II Rzeczypospolitej. Określana jest jako narodowo-radykalna, faszystowska, faszyzująca, quasi-faszystowska, wykazująca cechy faszyzmu lub będąca pod wpływem nazizmu. Sami działacze Falangi określali się często mianem „Ruchu Młodych”, a przez przeciwników politycznych nazywani byli od inicjałów przywódcy – Bolesława Piaseckiego – „bepistami”. Sam Piasecki otwarcie określał RNR Falangę jako organizację faszystowską.
Organizacja była jedną z dwóch frakcji, które powstały na skutek rozłamu w ONR w 1935. Prowadziła działalność bojówkarską i terrorystyczną, m.in. jej członkowie strzelali do pochodu pierwszomajowego Bundu, w zamachu zostało rannych kilka osób, zginęło 8-letnie dziecko. W ramach działalności terrorystycznej Falanga organizowała także zamachy bombowe (np. na siedzibę Związku Nauczycielstwa Polskiego w Łodzi, zginęła jedna osoba, a cztery zostały ranne).
Kluczowe elementy ideologii Falangi to: nacjonalizm, antysemityzm, antykomunizm, antydemokratyzm. Za ustrój idealny ideologowie ugrupowania uważali państwo totalitarne.

## Historia

### Geneza
RNR Falanga powstał wiosną 1935, w wyniku rozłamu wśród działaczy zdelegalizowanego latem 1934 Obozu Narodowo-Radykalnego. Różnice zdań pomiędzy działaczami ONR istniały już w okresie legalnej działalności obozu. W okresie osadzenia w obozie w Berezie Kartuskiej różnice uległy zaostrzeniu. Wyklarowały się dwie grupy, jedna skupiona dookoła Henryka Rossmana (późniejsza grupa ONR ABC) i druga dookoła Bolesława Piaseckiego (Falanga). Głównym powodem rozłamu był stosunek do Stronnictwa Narodowego. Grupa Piaseckiego oczekiwała całkowitego zerwania z SN, Rossman chciał zachować poprawne stosunki. Poza tym Piasecki opowiadał się za działalnością terrorystyczną, co było odrzucane przez działaczy ONR skupionych dookoła Rossmana. Grupa ABC odrzucała także zasadę wodzostwa, którą propagowała Falanga. Istotne były też różnice zdań w kwestiach organizacyjnych. Piasecki był przeciwny zarządzaniu za pośrednictwem tajnych organizacji. Grupa ONR ABC była natomiast kierowana przez tajną Organizację Polską.
Zjazd organizacyjny RNR odbył się 28 czerwca 1935 w Kątach w powiecie bielskim. Udział wzięło 20 osób. Po zakończeniu zjazdu wszyscy uczestnicy zostali aresztowani. Następnie w listopadzie 1936 skazano uczestników na rok więzienia za przynależność do nielegalnej organizacji, kary zostały jednak darowane na mocy amnestii.
Jerzy Wojciech Borejsza, powołując się na dokumenty z włoskiego ministerstwa kultury, ustalił, że falangistowska prasa była finansowana przez faszystowski rząd w Rzymie. Cytowane przez niego akta mają się znajdować w Archivio Centralle dello Stato w zespole Ministero della cultura Popolare. Ambasador Włoch w Warszawie Arone di Valentino w sporządzonym przez siebie raporcie doceniał redakcję „Jutra” za publikowanie tekstów przychylnych Włochom w zamian za wsparcie. Wojciech Jerzy Muszyński, polemizując z tezami Borejszy stwierdził, że „nie ma żadnego dowodu ani jakiegokolwiek dokumentu, także w archiwach włoskich czy niemieckich, choćby w sposób śladowy potwierdzającego taki proceder”. MSW w latach 80. opracowało biografię Piaseckiego, z której wynika, że przyjmował on pieniądze z ambasady włoskiej i utrzymywał kontakty z Galeazzo Ciano. Autorzy dokumentu powoływali się m.in. na materiały należące do Gestapo.

### Liczebność
Początkowo była to niewielka liczebnie organizacja o charakterze kadrowym (nigdy nie była ruchem masowym). Falanga była organizacją nielegalną, co powoduje trudności przy ustalaniu liczby członków. Historycy szacują, że w okresie największej aktywności RNR w 1937 do ugrupowania mogło należeć około 5000 osób. Według danych policyjnych w czerwcu 1938 do organizacji należało 607 członków. O liczebności sympatyków możemy także wnioskować na podstawie danych o dystrybucji głównego pisma „Falanga” w lutym 1938 sprzedaż wynosiła 4500 egzemplarzy na terenie Warszawy i okolic oraz 25000 na terenie całego kraju. Największe wydarzenie zorganizowane przez Falangę w Warszawie, wiec w cyrku Staniewskich w 1937 zgromadził według różnych szacunków od 1000–3000 uczestników. Członkami była głównie młodzież pracująca, uczniowie szkół średnich oraz studenci.

### Działalność terrorystyczna

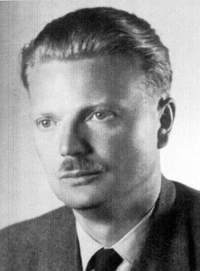
Bolesław Piasecki, przywódca RNR Falanga

RNR posiadał zorganizowaną bojówkę, która nosiła nazwę Narodowa Organizacja Bojowa „Życie i Śmierć dla Narodu”. Na jej czele stał początkowo Zygmunt Dziarmaga, Andrzej Kułakowski, Bolesław Jamontt, następnie Zygmunt Przetakiewicz.
Bojówka ostro występowała przeciwko Żydom. Jej działalność polegała na demolowaniu sklepów, lokali i mieszkań żydowskich.
Szczególne nasilenie działalności terrorystycznej przypada na okres wiosny i lata 1937. Wtedy właśnie miała miejsce najbardziej brutalna akcja Falangi – oddanie strzałów do pochodu pierwszomajowego Bundu. Zginęło jedno pięcioletnie dziecko, kilka osób, w tym 8-letni chłopiec, zostało rannych. Oprócz tego organizacja podłożyła petardy w redakcji żydowskiego czasopisma „Nasz Przegląd”, co spowodowało poważne zniszczenia. RNR dokonał także kilku ataków bombowych na siedziby Związku Nauczycielstwa Polskiego. W jednym z nich, w Łodzi, zginęła jedna osoba a cztery osoby zostały ranne. Inny atak miał miejsce w miejscowości Przytyk, RNR obrzucił domy żydowskie bombami zapalającymi (dodatkowo przerywając kabel telefoniczny tak, by nie dało się wezwać straży pożarnej). 26 września 1937 bojówka RNR ostrzelała lokal Bundu, rzuciła bomby na siedzibę młodzieży socjalistycznej i podłożyła petardę pod siedzibę redakcji żydowskiego pisma „5 rano”. 1 maja 1938 RNR podłożył bombę na placu Muranowskim w Warszawie, ranne zostały dwie osoby. Tego samego dnia we Lwowie członkowie Falangi rzucili petardy na pochód 1-majowy, 40 osób zostało rannych, z czego 7 ciężko, jednej z ofiar wybuch urwał dłoń i część przedramienia.
Pretekstem do przemocy były prowadzone przez Falangę akcje bojkotu handlu żydowskiego. Podczas prób blokad sklepów żydowskich dochodziło do pobić handlarzy żydowskich. Falanga z tryumfem informowała, że „fala antysemityzmu ogarnia Polskę” i „wielu Żydów jest poturbowanych” na skutek akcji bojkotowej. Przykładem działalności Falangi w tej kwestii mogą być wydarzenia z 8 grudnia 1938, gdy 20 członków bojówki uzbrojonych w pałki i łomy zaatakowało stragany żydowskie w Piasecznie.
Na terenie Pomorza falangiści zwalczali wpływy NSDAP i V kolumny. Niemniej jednak odwoływali się do nazizmu w swojej propagandzie. W artykule „W rocznicę zwycięstwa rewolucji hitlerowskiej” w piśmie „Falanga” narodowcy przekonywali, że mają taką samą misję do spełnienia, co Adolf Hitler w Niemczech. Cieszyli się też poparciem niektórych kręgów polskiego ziemiaństwa, które w części finansowało działalność ugrupowania.

### Relacje z ONR ABC
Falanga wrogo odnosiła się do konkurencyjnej frakcji ONR ABC. Do szczególnej eskalacji konfliktu doszło w 1937. Wydawane przez ONR ABC pismo „ABC” publikowało w tym okresie liczne artykuły opisujące malwersacje finansowe członka RNR Aleksandra Sendlikowskiego. W zemście za te artykuły bojówka Falangi pobiła jednego z liderów ONR ABC Tadeusza Gluzińskiego. RNR zorganizowało także napad na innego działacza ONR ABC Jana Korolca, napadnięto także na redakcję pisma „ABC”. ONR ABC odpowiedziało na te ataki pobiciem Wojciecha Wasiutyńskiego i próbą pobicia Bolesława Piaseckiego (Piasecki podobno odpędził napastników rewolwerem).

### Próba przejęcia młodzieżówki OZN (1937)
W 1937 Bolesław Piasecki nawiązał kontakt z nacjonalistycznie nastawionymi politykami sanacji związanymi z Obozem Zjednoczenia Narodowego. Adam Koc przywódca OZN przyjaźnie odnosił się do Falangi. RNR działało wówczas nielegalnie, co utrudniało rozwój organizacji, Piasecki pragnął zalegalizować działalność, nawiązanie kontaktów z OZN dawało także możliwość pozyskania funduszy państwowych. W rezultacie ustaleń z Kocem szefem Związku Młodej Polski (młodzieżówki OZN) – został związany z Piaseckim były działacz ONR, nie należący do RNR, Jerzy Rutkowski, a wiele kierowniczych stanowisk objęli członkowie Falangi. Decyzję o nawiązaniu relacji z OZN Piasecki podjął samodzielnie (bez poinformowania czy dyskusji z innymi członkami RNR), wywołała ona zaskoczenie i wątpliwości anty-sanacyjnie nastawionych członków Falangi.
Kulminacją wpływów Falangi był legalny wiec w budynku braci Staniewskich, który miał miejsce 28 listopada 1937. W wiecu wzięło udział około 1000-3000 osób, przemawiał Piasecki, który pozdrowił zebranych salutem rzymskim. Wydarzenie wywołało kontrowersje w Warszawie i doprowadziło do zerwania dobrych relacji z sanacją. Początkiem 1938 przychylny Falandze szef OZN Adam Koc został zmuszony do rezygnacji, a RNR stracił swoje wpływy w OZN.

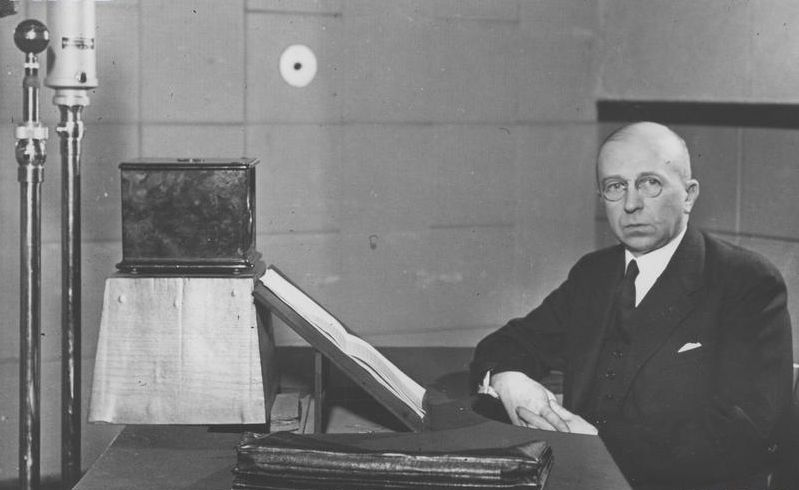
Przyjazny Falandze szef OZN Adam Koc przed mikrofonem radiowym, podczas wygłaszania deklaracji ideowo-politycznej OZN (21 lutego 1937)

### Kryzys
Po zerwaniu współpracy z sanacją Falanga zaczęła przeżywać kryzys, co doprowadziło do secesji oraz spadku zaufania do wodza – Bolesława Piaseckiego, który w przededniu wojny zawiesił działalność RNR.
W 1939 r. współpracę z Falangą nawiązał dziennikarz Stanisław Brochwicz, agent wywiadu niemieckiego i zadeklarowany sympatyk nazizmu. Ze względu na to, że Brochwicz jawnie propagował nazizm, redakcje wszystkich czasopism poza Falangą zerwały z nim współpracę. Brochwicz był zafascynowany Falangą, uważał, że jej program jest podobny do nazizmu. Jak pisał: „zbliżyłem się do kół narodowo-radykalnych ponieważ ich program najbardziej zbliżony jest do narodowego socjalizmu, głoszonego w Niemczech przez Adolfa Hitlera”. Brochwicz publikował na łamach Falangi artykuły gloryfikujące nazizm. W 1939 Brochwicz zachęcał Bolesława Piaseckiego do współpracy z Niemcami. Wzbudziło to podejrzenia Piaseckiego, który nakazał śledzić Brochwicza, wywiad Falangi ustalił, że jest on agentem niemieckim i przekazał tę informacje polskiemu wywiadowi. Brochwicz został skazany na karę śmierci, wyroku jednak nie wykonano. Zwolennikami sojuszu z III Rzeszą byli też Olgierd Szpakowski i Stanisław Cimoszyński.
Po wrześniu 1939 wielu członków RNR Falanga działało w wywodzącej się z tego środowiska konspiracyjnej organizacji Konfederacja Narodu, ale także w innych organizacjach niepodległościowych, zwłaszcza o profilu narodowym.
Niektórzy działacze Falangi, w tym jeden z liderów organizacji warszawskiej Andrzej Świetlicki utworzyli (wspólnie z Brochwiczem) Narodową Organizację Radykalną, która podjęła próbę kolaboracji z Niemcami i współorganizowała pogrom wielkanocny. Nie jest jasne, czy NOR powstał na zlecenie przywódcy Falangi Bolesława Piaseckiego, czy też nie, istnieją w tej kwestii rozbieżne relacje.

## Ideologia

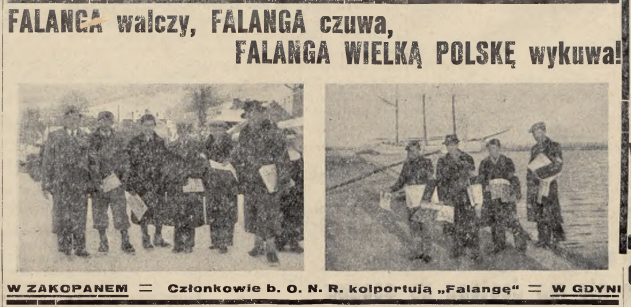
Fragment czasopisma „Falanga” publikowanego przez RNR Falanga nr 16 z 1938.

RNR w zakresie organizacji, części ideologii i form zewnętrznych (elementy kultu wodza, salut rzymski, stylistyka symbolów partyjnych itp.) wyraźnie nawiązywał do faszystowskich wzorów włoskich i niemieckich, a pośrednio również do komunistycznych. Piotr Osęka jest zdania, że symbol używany przez organizację był inspirowany narodowym socjalizmem: Ten emblemat jest ewidentnym nawiązaniem do swastyki. To jest bardzo dobrze widoczne, gdy przyjrzymy się mundurom narodowych radykałów, które w kroju były czymś pośrednim między uniformami nazistowskich SA i SS. Falanga była noszona na opasce na ramieniu. W Hiszpanii działała partia o podobnym profilu i tej samej nazwie (Falanga). Najważniejszą różnicą między faszyzmem a narodowym radykalizmem jest rodowód ugrupowań: faszyści swoje korzenie mają w większości w socjalistycznej lewicy, zaś Falangę polską (jak i hiszpańską) tworzyli ludzie wywodzący się z prawicy i środowisk nacjonalistycznych, choć byli wśród nich również dawni działacze lewicujący lub socjalistyczni, np. Alfred Łaszowski i Włodzimierz Pietrzak.
Program organizacji został opublikowany w 1937 w publikacji pod tytułem Zasady Programu Narodowo-Radykalnego.

### Koncepcja ustrojowa – totalitaryzm
Falanga otwarcie opowiadała się za totalitaryzmem i przeciwko demokracji. Wzorowano się przy tym na niemieckim narodowym socjalizmie. Postulowano budowę państwa zorganizowanego hierarchicznie, w którym każda jednostka podlega zwierzchnikowi, na czele państwa znajduje się wódz. Uważano, że totalitaryzm jest pożądany, jeśli jest zgodny z katolicyzmem. Program Falangi postulował budowę Katolickiego Państwa Narodu Polskiego. Państwo to miało być zarządzane przez Organizację Polityczną Narodu, która miałaby odgrywać rolę monopartii. Wszystkie inne partie polityczne poza Organizacją Polityczną Narodu miały być zlikwidowane. Hierarchia w OPN miała być opartą na cechach charakteru, im lepszy charakter tym wyżej dana jednostka znajdowałaby się w hierarchii. O tym, jaki dana osoba ma charakter decydować miałaby partia. Udział w OPN miał być teoretycznie dobrowolny, ale działalność wszystkich innych partii miała być zakazana, a udział w OPN był warunkiem zdobycia pracy i udziału w życiu społecznym, trudno więc mówić o dobrowolności. W OPN skoncentrowana byłaby pełnia władzy politycznej w państwie, organizacja zajmowałaby się szczegółowym nadzorem i kontrolą życia jednostki. Uważano, że ideologia narodowo-radykalna jest jedyną słuszną, wszystkie inne poglądy i ideologię (zwłaszcza te prodemokratyczne) będą w projektowanym państwie zwalczane. Partia miała także kontrolować życie gospodarcze kraju.
Postulowano także powołanie Powszechnej Organizacji Wychowawczej, która wspólnie z rodziną, kościołem katolickim i armią miała wychować „nowy typ człowieka”.
W propagandzie Falangi pozytywnie wypowiadano się o nazistowskich wzorcach ustrojowych. Wojciech Kwasieborski pisał: „Narodowo-socjalistyczne Niemcy przyczyniły się w wielkiej mierze do podważenia międzynarodowej pozycji tych sił, które naszą cywilizację rozkładały i niszczyły. Cios wymierzony przez hitleryzm żydostwu oraz jego narzędziom: masonerii i marksizmowi, posiada ogromną wartość nie tylko polityczną, ale cywilizacyjną w ogóle”.
Skrajny nurt Falangi reprezentował Zygmunt Cybichowski i jego zwolennicy. Od 1934 r. był on współpracownikiem Internationale Arbeitsgemeinschaft der Nationalisten, wyznającej paneuropejski nurt ideologii nazistowskiej. W tym samym roku brał udział zjeździe antysemickim w III Rzeszy. Cybichowski był zwolennikiem utworzenia jednopartyjnej „demokracji nacjonalistycznej”, legitymizował dyktatury faszystowskie i propagował poglądy rasistowskie.

### Antysemityzm

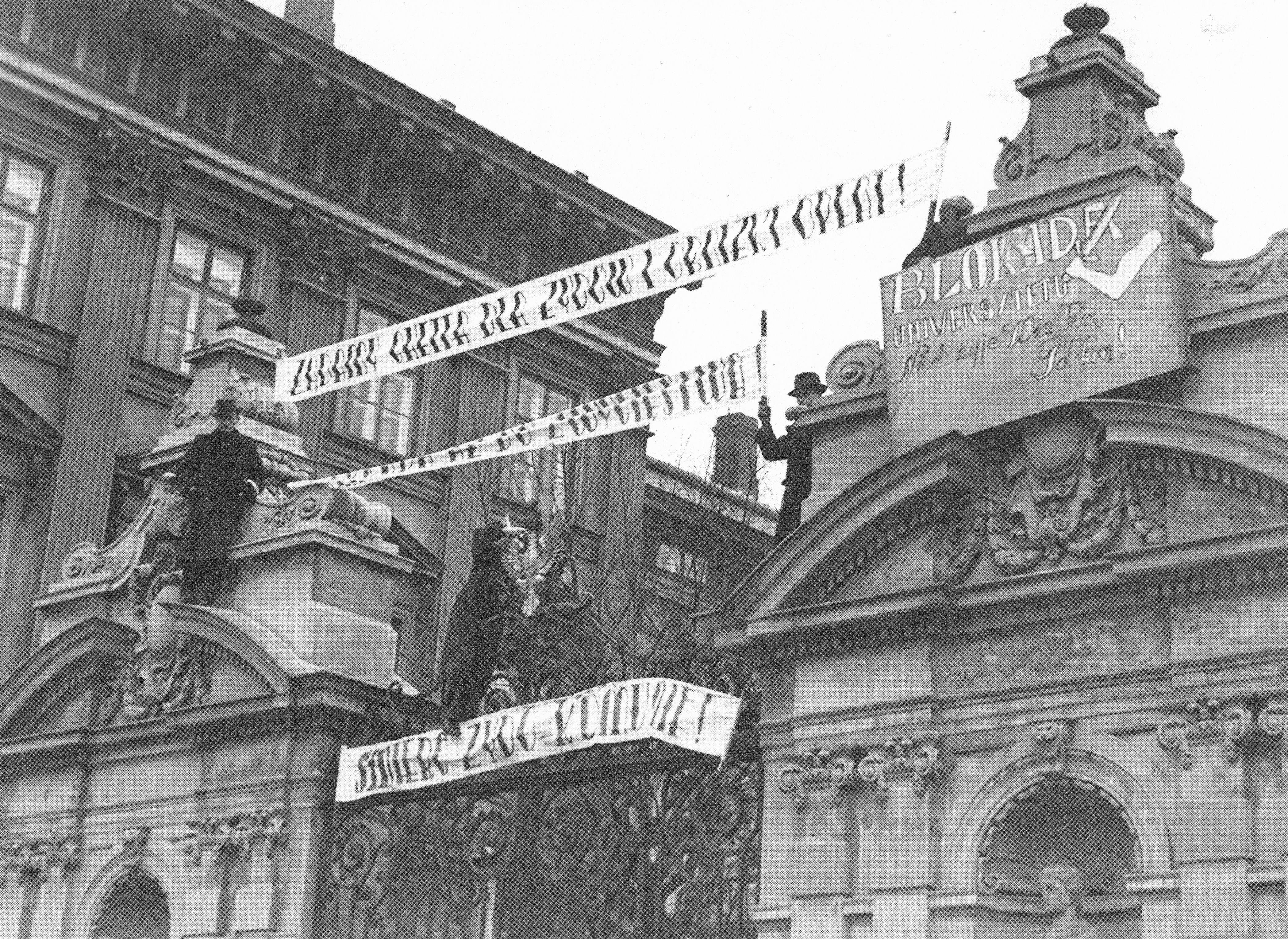
Pikieta studentów-członków ONR z antyżydowskimi transparentami (m.in. Żądamy ghetta dla Żydów i obniżki opłat oraz Śmierć żydo-komunie) na Bramie Głównej Uniwersytetu Warszawskiego (1936)

Antysemityzm Falangi polegał na przekonaniu, że Żydzi są największym wrogiem narodu polskiego. Wszystkie negatywne zdaniem Falangi zjawiska – takie jak demokracja, komunizm czy kapitalizm – były wiązane z Żydami. Publicyści ugrupowania uważali, że Żydzi reprezentują szatana. Ich zdaniem Żydzi wywierają szkodliwy wpływ na życie społeczne w sposób ukryty, poprzez działalność w tajnych stowarzyszeniach. Falanga rozpowszechniała informacje, że komunizm jest spiskiem żydowskim, którego celem jest zdobycie władzy nad światem.

Falanga pozytywnie oceniała prześladowania Żydów w Niemczech, kwestionowano jedynie rasizm. Same rozwiązania hitlerowskie, takie jak ustawy norymberskie były oceniane pozytywnie. Jeden z publicystów pisał w 1938: 

Obecnie Niemcy przystąpili do ostatecznej likwidacji żydostwa u siebie […]. Kiedy wreszcie my przystąpimy do męskiego i poważnego rozwiązania tej sprawy?

Pozytywnie wypowiadano się na temat osadzenia Żydów w obozie w Dachau (KL) (pisano, że dzięki temu Żydzi będą mogli doświadczyć pracy fizycznej). Falanga aprobowała konfiskaty mienia żydowskiego w Niemczech i takie regulacje hitlerowskie jak zesłania do obozów pracy za współżycie Żyda z aryjką.

Przekonywano także, że antysemityzm Falangi ma dłuższą historię niż antysemityzm NSDAP: 

Antysemityzm w Ruchu Młodych istniał dużo dawniej niż program antyżydowski w NSDAP

Skrajnie antysemickie treści pojawiały się na łamach pism Falangi. W „Kuźnicy” pisano: „Żydzi przedstawiają najbardziej zdegenerowaną i zdeprawowaną warstwę ludności. Zarodki tej gangreny przeszczepiają w społeczeństwo polskie”. Z kolei w „Falandze” proponowano „dezynfekcję” żydowskiej ulicy w Warszawie: „Nalewki czekają dezynfekcji [...], całe domy, bloki, ulice, trzeba burzyć [...]. Wrzątku nie żałować, bo to wszystko brudne, zaplute, zażydżone i parszywe. [...] A jeśli te wszystkie czarne republikany, karaluchy, demokraty chałatowe i pluskwy zechcą rozleźć się po całej stolicy – dam jeszcze jedną radę: [...] otoczyć Nalewki wysokim murem”.
Oficjalny program ugrupowania („Zasady programu narodowo-radykalnego”) postulował usunięcie Żydów z Polski i konfiskatę ich majątków. Przed usunięciem Żydów mają być oni pozbawieni wszelkich praw obywatelskich i całkowicie odizolowani od Polaków. Program postuluje zakaz pracy Żydów dla Polaków, zakaz zatrudniania Polaków przez Żydów, zakaz posiadania przez Żydów udziałów w przedsiębiorstwach polskich.
W kwestii edukacji Falanga propagowała postulat numerus nullus, czyli całkowitego wykluczenia Żydów z uczelni wyższych.
Uzupełnieniem czasopism czy książek z treściami antysemickimi były rozdawane przez RNR ulotki. Nie obejmowała ich cenzura. Ich treść była jeszcze bardziej radykalna niż publicystyka i otwarcie nawoływała do przemocy wobec Żydów. Na ulotkach pojawiały się hasła w rodzaju: „Polska dla Polaków, Palestyna dla Arabów, a dla Żydów szubienica”.

### Poglądy gospodarcze
W kwestiach gospodarczych Falanga występowała zarówno przeciwko liberalizmowi, jak i przeciwko komunizmowi, postulując stworzenie „trzeciej drogi” pomiędzy tymi systemami. Zdaniem RNR zarówno komunizm, jak i kapitalizm były wytworem Żydów i były przejawem degeneracji społeczeństwa. Postulowano nacjonalizację przemysłu i bankowości, a także rozwój drobnych wytwórców. Nacjonalizacja miała się odbyć bez wypłacania odszkodowań posiadaczom przedsiębiorstw, drogą wywłaszczenia.
Główne elementy programu ekonomicznego Falangi tworzyli: Marian Reutt i Mirosław Dietrich, przywódca, Bolesław Piasecki nie wypowiadał się na temat ekonomii. Reutt proponował wprowadzenie gospodarki typu wojennego na wzór nazistowskich Niemiec, postulował nacjonalizację przemysłu wydobywczego i militaryzację gospodarki.
Falanga proponowała wprowadzenie gospodarki planowej, gospodarką miała zarządzać Polityczna Organizacja Narodu za pośrednictwem swoich sekcji zawodowych, była to forma korporacjonizmu. Państwo miało prowadzić działalność gospodarczą, udzielać kredytów, a także decydować o cenach towarów. Postulowano także upaństwowienie każdego przedsiębiorstwa, w którym decydującym źródłem dochodu nie jest praca właściciela.
Poglądy gospodarcze były związane z antysemityzmem. Majątki wszystkich Żydów miały być w całości skonfiskowane przez państwo, bez żadnych odszkodowań.

### Przełom narodowy
Falanga głosiła konieczność dokonania „przełomu narodowego”. Radykalnie nacjonalistyczna, ostro zwalczała lewicę, tak rewolucyjną (komunistów), jak i reformistyczną (socjalistów) oraz ludowców. Krytykowała także obóz rządzący, określając go jako „żydo-sanację”.
Specyficzną cechą ideologii Falangi jako ugrupowania nacjonalistycznego było uznawanie polskości słowiańskich mniejszości narodowych, np. Ukraińców, Białorusinów czy Litwinów (pkt. 14). Postulowano asymilację tych mniejszości i walkę z jednostkami wrogimi Polsce. Odmawiano mniejszościom prawa do budowy własnego państwa, nie uznawano tych mniejszości za odrębne od Polski narody.

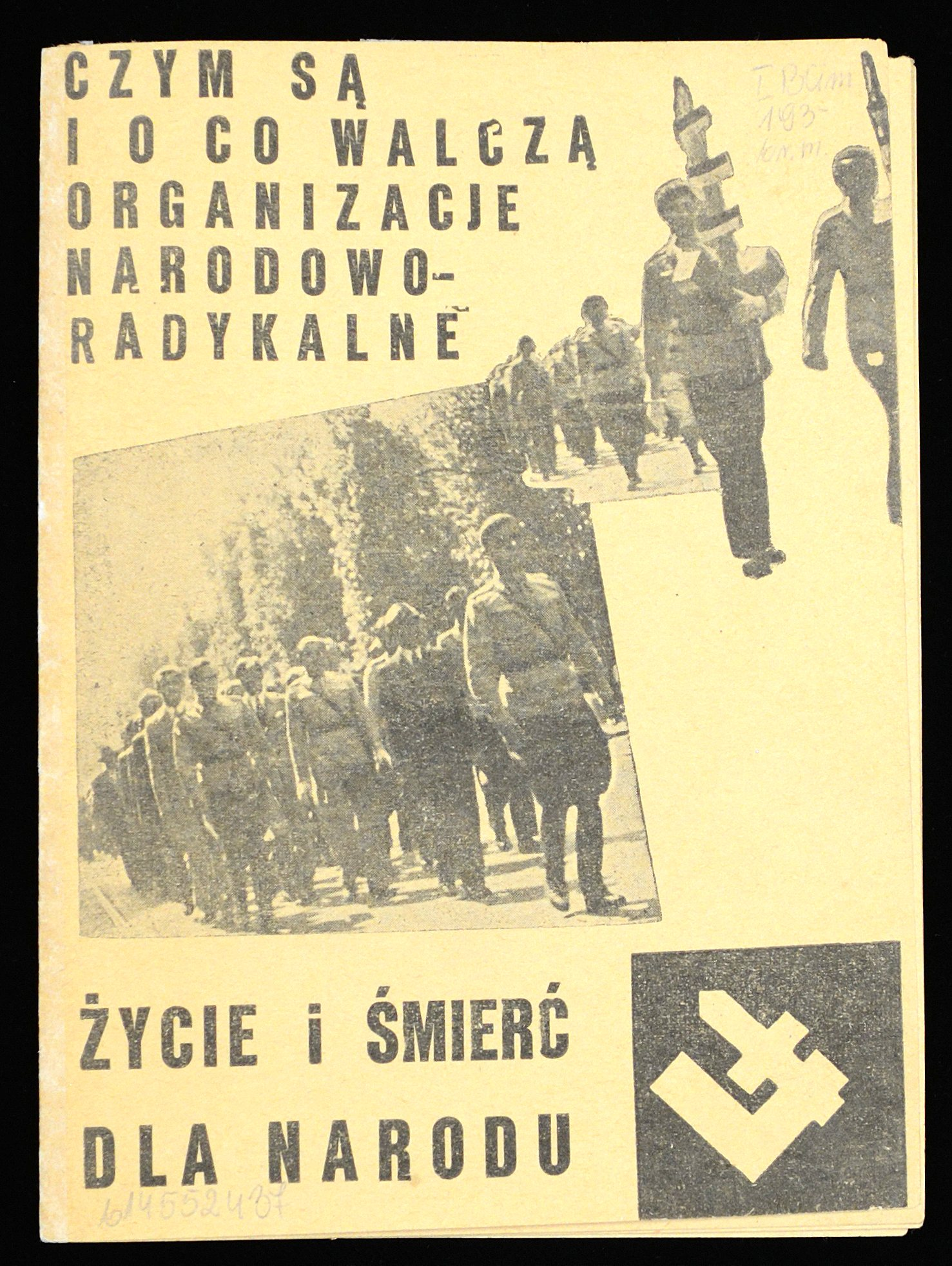
Ulotka RNR Falanga

## Relacje z innymi organizacjami faszystowskimi
Członkowie RNR stawiali się w jednym szeregu z ruchami, takimi jak: Narodowosocjalistyczna Niemiecka Partia Robotników, Narodowa Partia Faszystowska, Christus Rex, Nasjonal Samling, Brytyjska Unia Faszystów, Imperialna Liga Faszystów. Bliższe relacje utrzymywali jednak jedynie z Rumunami z Żelaznej Gwardii. Łącznikami między tymi grupami byli Alfred Łaszowski i Anna Woroncow.

## Kalendarium Ruchu Narodowo-Radykalnego
- początek 1935 – ukazała się książka Bolesława Piaseckiego „Duch czasów nowych a Ruch Młodych”. Stanowiła ona wykładnię poglądów grupy Falanga[81].
- 28 czerwca 1935 – zjazd organizacyjny Ruchu Narodowo-Radykalnego Falanga w Kątach. Uczestnicy zjazdu zostali aresztowani. Zidentyfikowano ich na podstawie fotografii[13]. Podczas zjazdu B. Piasecki wygłosił referat pt. „Cele rewolucji narodowo-radykalnej”[14].
- październik 1935 – ukazał się pierwszy numer „Ruchu Młodych”, teoretycznego organu Falangi[82].
- 24 maja 1936 – pielgrzymka polskich nacjonalistów (Falanga, ABC, Sekcja Młodych SN) na Jasną Górę[83].
- 12 lipca 1936 – rozpoczęto kolportaż pisma „Falanga”[84]. Nakład pisma na przełomie lat wahał się w granicach 5–25 tys. egzemplarzy[85].
- 1 listopada 1936 – wiec w Filharmonii Warszawskiej, zorganizowany przez Komitet Prasy Młodych (Front Pism)[86]. Uczestniczyło w nim ok. 3 tys. osób[86]. Brali w nim udział przede wszystkim członkowie i sympatycy RNR Falanga[86].
- lato 1936 – pierwsze spotkanie Adama Koca z B. Piaseckim, początek współpracy z częścią obozu sanacyjnego[37].
- 10 listopada 1936 – proces uczestników zjazdu założycielskiego RNR Falanga w Kątach[14].
- 23 listopada 1936 – rozpoczęcie blokady Uniwersytetu Warszawskiego[87]. Działacze RNR Falanga zgłosili postulat numerus nullus, czyli całkowitego usunięcia Żydów z uczelni, podczas blokady dochodziło do licznych pobić studentów żydowskich[88].
- 5 grudnia 1936 – powstanie Polskiej Organizacji Akcji Kulturalnej, związanej z Falangą. Ruch ten podejmował akcje w rodzaju „Tygodnia bez żydowskiego kina”. Akcja polegała na przykład na wrzucaniu petard do kin podczas seansów filmów, uznanych przez RNR za „żydowskie” lub takich, które uważano za „niemoralne”[89].
- grudzień 1936 – w „Falandze” ukazała się publikacja B. Piaseckiego – „Wytyczne narodowo-radykalnej myśli gospodarczej”[90].
- 1 maja 1937 – Członkowie bojówki Ruchu Narodowo-Radykalnego zaatakowali pochód partii żydowskiej o profilu socjalistycznym „Bund” w wyniku ataku z użyciem broni palnej zginęło żydowskie dziecko[91].
- 28 maja 1937 – atak terrorystyczny RNR na siedzibę Związku Nauczycielstwa Polskiego w Łodzi. Na skutek wybuchu bomb zginęły dwie osoby[29]
- 22 czerwca 1937 – utworzenie przez część rządzącego obozu sanacyjnego Związku Młodej Polski, młodzieżowej sekcji Obozu Zjednoczenia Narodowego. Na jego czele stanął Adam Koc. Jego zastępcą został – formalnie nie związany z Falangą, lecz sympatyk tej organizacji – Jerzy Rutkowski[39], późniejszy szef Tajnych Wojskowych Zakładów Wydawniczych[potrzebny przypis]. Próba współpracy OZN z radykalnymi organizacjami młodzieżowymi obozu narodowego[39].
- sierpień 1937 – powstanie Komitetu Organizacyjnego Narodowych Związków Zawodowych. Został on przekształcony w Narodową Organizację Pracy (NOP), skupiającą 8 związków zawodowych związanych z Falangą[92].
- 9 października 1937 – falangiści zdobyli wpływy w licznych okręgach Narodowej Partii Robotniczej (NPR), m.in. w Warszawie[92].
- 28 listopada 1937 – wiec Falangi w cyrku Staniewskich w Warszawie, w którym uczestniczyło według różnych szacunków od 1 do 3 tys. osób. Podczas wiecu doszło do starć z bojówkami socjalistycznymi, które wzniosły okrzyk: „niech żyją pięcioprzymiotnikowe wybory”[93].
- 27 lutego 1938 – powstał Komitet Porozumienia Organizacji Narodowo-Radykalnych. Na jego czele stanął Bolesław Piasecki[94].
- 22 kwietnia 1938 – oficjalne zerwanie współpracy Falangi z OZN-em[95].
- 1 maja 1938 – zjazd organizacji „Zarzewie”. Część kierownictwa tej organizacji opowiedziała się za współpracą z Falangą. Utworzyli oni Międzyskupieniową Grupę „Szlakiem Zarzewia”[96].
- 12 czerwca 1938 – zorganizowanie przez Falangę Wielkiego Zgromadzenia Antymasońskiego[97].
- 24 września 1938 – polecenie wydane przez B. Piaseckiego odnośnie do zaciągu do Zaolziańskiego Korpusu Ochotniczego. Zaciągiem kierował Olgierd Szpakowski. Zgłosiło się ok. 600 falangistów[98].
- lato 1939 – zawieszenie działalności RNR przez Bolesława Piaseckiego, coraz bardziej krytykowanego przez członków Ruchu[99].

## Działacze
Przywódca: Bolesław Piasecki. Najbardziej znani działacze: Władysław Jamontt, Wojciech Kwasieborski, Alfred Łaszowski, Paweł Musioł, Adolf i Marian Reutt, Witold Wincenty Staniszkis, Wojciech Wasiutyński, Wojciech Zaleski.

## Czasopisma związane z Falangą
- „Falanga”
- „Ruch Młodych”
- „Ruch Kulturalny”
- „Ruch Gospodarczy”
- „Kuźnica”
- „Przełom”
- „Jutro”
- „Sztafeta” (pismo nielegalne) 1937 r.